# Pia Cramling

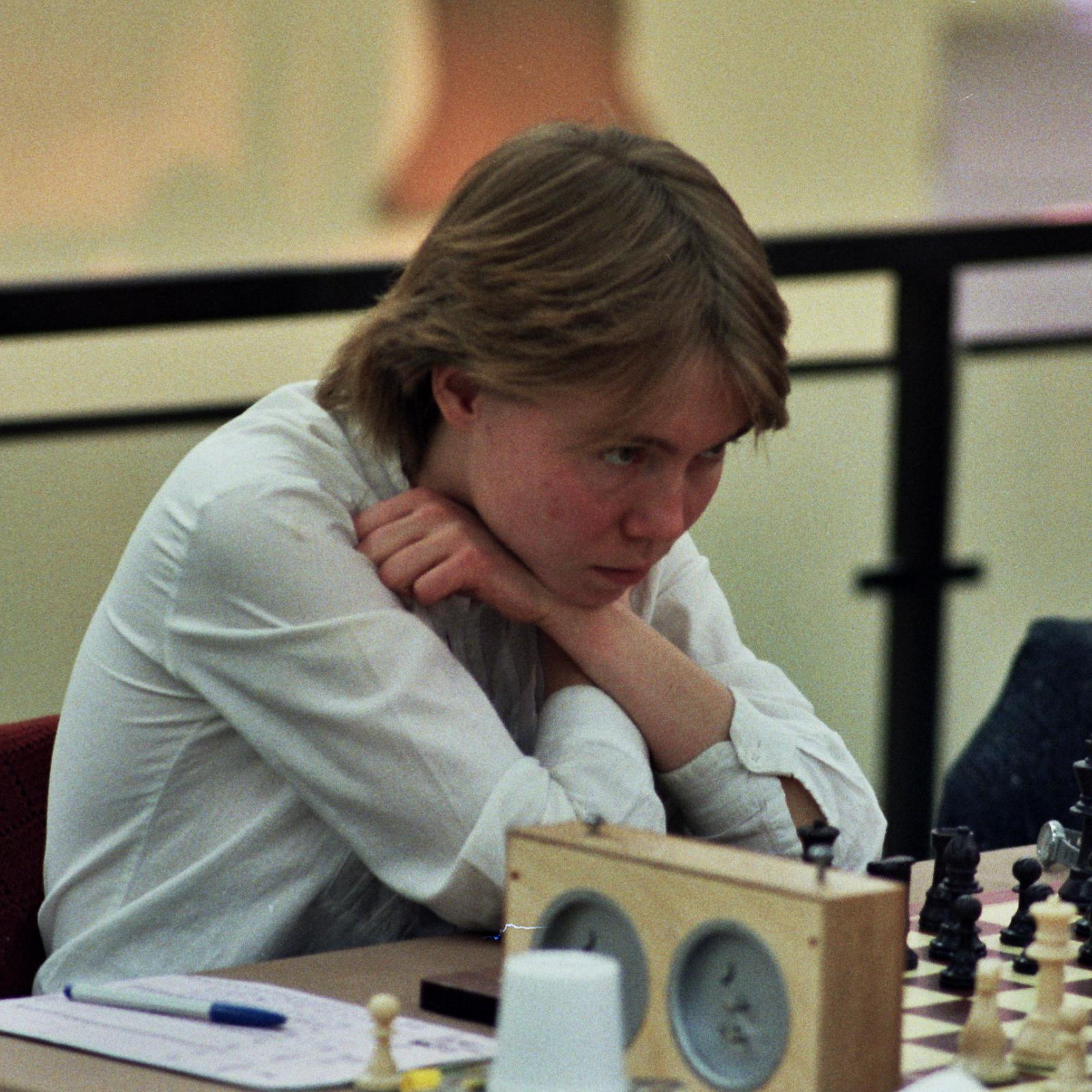
Pia Cramling, Saloniki 1984

Pia Ann Rosa Della Cramling (ur. 23 kwietnia 1963 w Sztokholmie) – szwedzka szachistka, posiadaczka tytułu arcymistrza (1992).

## Kariera szachowa
Po raz pierwszy na arenie międzynarodowej pojawiła się w 1978, startując w kobiecej olimpiadzie szachowej w Buenos Aires. Od początku lat 80. znajduje się w ścisłej światowej czołówce, w 1982 otrzymując tytuł arcymistrzyni. W 1985 po raz pierwszy wystąpiła w turnieju międzystrefowym, zajmując w Hawanie III miejsce, dzięki czemu zdobyła awans do turnieju pretendentek. W rozegranym w Malmö rok później turnieju zajęła IV m. W turniejach pretendentek wystąpiła jeszcze dwukrotnie: w 1994 w Tilburgu zajęła III m. (co odpowiadało czwartej pozycji na świecie), natomiast w 1997 w Groningen była VIII. Czterokrotnie startowała również w mistrzostwach świata rozgrywanych systemem pucharowym, najlepszy wynik uzyskując w 2008 w Nalczyku, gdzie awansowała do półfinału (w którym przegrała z Aleksandrą Kostieniuk).
Była (obok Zsuzsy Polgár) prekursorką startów kobiet w turniejach męskich. W 1992 Międzynarodowa Federacja Szachowa nadała jej, jako czwartej kobiecie w historii, tytuł arcymistrza. W 2003 osiągnęła duży sukces, zdobywając w Stambule tytuł mistrzyni Europy. W tym samym roku podzieliła również I miejsce w otwartym turnieju w Walencji. W 2006 zwyciężyła (przed Moniką Soćko) w kołowym turnieju arcymistrzowskim w Biel. W 2007 triumfowała w MonRoi Grand-Prix w Montrealu, na przełomie 2007 i 2008 podzieliła I m. (wspólnie m.in. z Radosławem Wojtaszkiem, Vasiliosem Kotroniasem oraz Tomi Nybäckiem) w turnieju Rilton Cup w Sztokholmie, natomiast w 2008 zajęła II m. (za Hou Yifan) w Stambule. W 2010 zdobyła drugi w karierze tytuł indywidualnej mistrzyni Europy.
Pia Cramling sześciokrotnie zdobywała medale w mistrzostwach Szwecji mężczyzn: 3 srebrne (1987, 2000, 2009) oraz 3 brązowe (2007, 2011, 2019).
Wielokrotnie reprezentowała Szwecję w turniejach drużynowych (zarówno w konkurencji mężczyzn, jak i kobiet), między innymi:
- czterokrotnie na olimpiadach szachowych (w latach 1990, 1992, 1996, 2000) – w drużynie męskiej[7],
- siedmiokrotnie na olimpiadach szachowych (w latach 1978, 1982, 1984, 1988, 2004, 2008, 2014) – w drużynie żeńskiej; siedmiokrotna medalistka: indywidualnie – dwukrotnie złota (1984 – na I szachownicy, 1988 – na I szachownicy), trzykrotnie srebrna (1978 – na IV szachownicy, 1982 – na I szachownicy, 1984 – za wynik rankingowy) i dwukrotnie brązowa (1988 – za wynik rankingowy, 2014 – na I szachownicy)[8],
- trzykrotnie na drużynowych mistrzostwach Europy (w latach 1989, 1992, 1997) – w drużynie męskiej; medalistka: indywidualnie – srebrna (1989 – na V szachownicy)[9].

Najwyższy wynik rankingowy w dotychczasowej karierze osiągnęła 1 października 2008; mając 2550 punktów, zajmowała wówczas 5. miejsce na światowej liście FIDE.

## Życie prywatne
Starszym bratem Pii Cramling jest mistrz międzynarodowy Dan Cramling (mistrz Szwecji z 1981), natomiast mężem – hiszpański arcymistrz Juan Manuel Bellón López. Ich córką jest Anna Cramling, szachistka z tytułem mistrzyni kobiet FIDE (zdobytym w 2018), streamerka na Twitchu.